# Protecteur-Klasse
Die erste Protecteur-Klasse bestand aus zwei Versorgungsschiffen der Royal Canadian Navy. Die Versorgungsschiffe versorgten die Zerstörer und Fregatten der kanadischen Marine sowie deren Partner bei Manövern mit Munition, Treibstoffen, Verpflegung sowie Ersatzteilen. Die Schiffe verfügten über größere und besser ausgestattete Krankenstationen als die kleineren Schiffe. Die Schiffe waren an der Westküste Kanadas, in British Columbia, auf dem Navystützpunkt CFB Esquimalt sowie an der Ostküste auf der CFB Halifax in Nova Scotia, stationiert. Mit einer Länge von 172 Metern waren sie seinerzeit die größten Schiffe, die vom Canadian Forces Maritime Command betrieben wurden.

## Einheiten
Die kanadische Marine verfügte über zwei dieser Versorgungsschiffe.
| Kennung | Name            | Kiellegung        | Stapellauf    | Indienststellung | Außerdienststellung | Heimathafen                   |
| ------- | --------------- | ----------------- | ------------- | ---------------- | ------------------- | ----------------------------- |
| AOR 509 | HMCS Protecteur | 16. Dezember 1966 | 18. Juli 1968 | 30. August 1969  | 14. Mai 2015        | CFB Esquimalt (Pacific Fleet) |
| AOR 510 | HMCS Preserver  | 17. Oktober 1967  | 29. Mai 1969  | 30. Juli 1970    | 21. Oktober 2016    | CFB Halifax (Atlantic Fleet)  |

Die Protecteur nahm unter anderem an der Operation Altair teil.

## Nachfolgeschiffe
Am 19. Oktober 2011 gab die kanadische Regierung die Ergebnisse der Ausschreibungsverfahren für den Bau neuer Militärschiffe, darunter zwei neuer Versorgungsschiffe (Joint Support Ship Project) mit einer Option auf ein drittes bekannt. Im Rahmen der National Shipbuilding Procurement Strategy wurde ein Auftrag in Höhe von 14 Mrd. Kanadischen Dollar an die  Seaspan Marine Corporation in Vancouver (British Columbia) vergeben. Die neuen Schiffe sollten 2017 einsatzfähig sein.
Die beiden neuen namensgleichen Versorgungsschiffe entsprechen weitgehend dem Design der deutschen Berlin-Klasse.

## Galerie

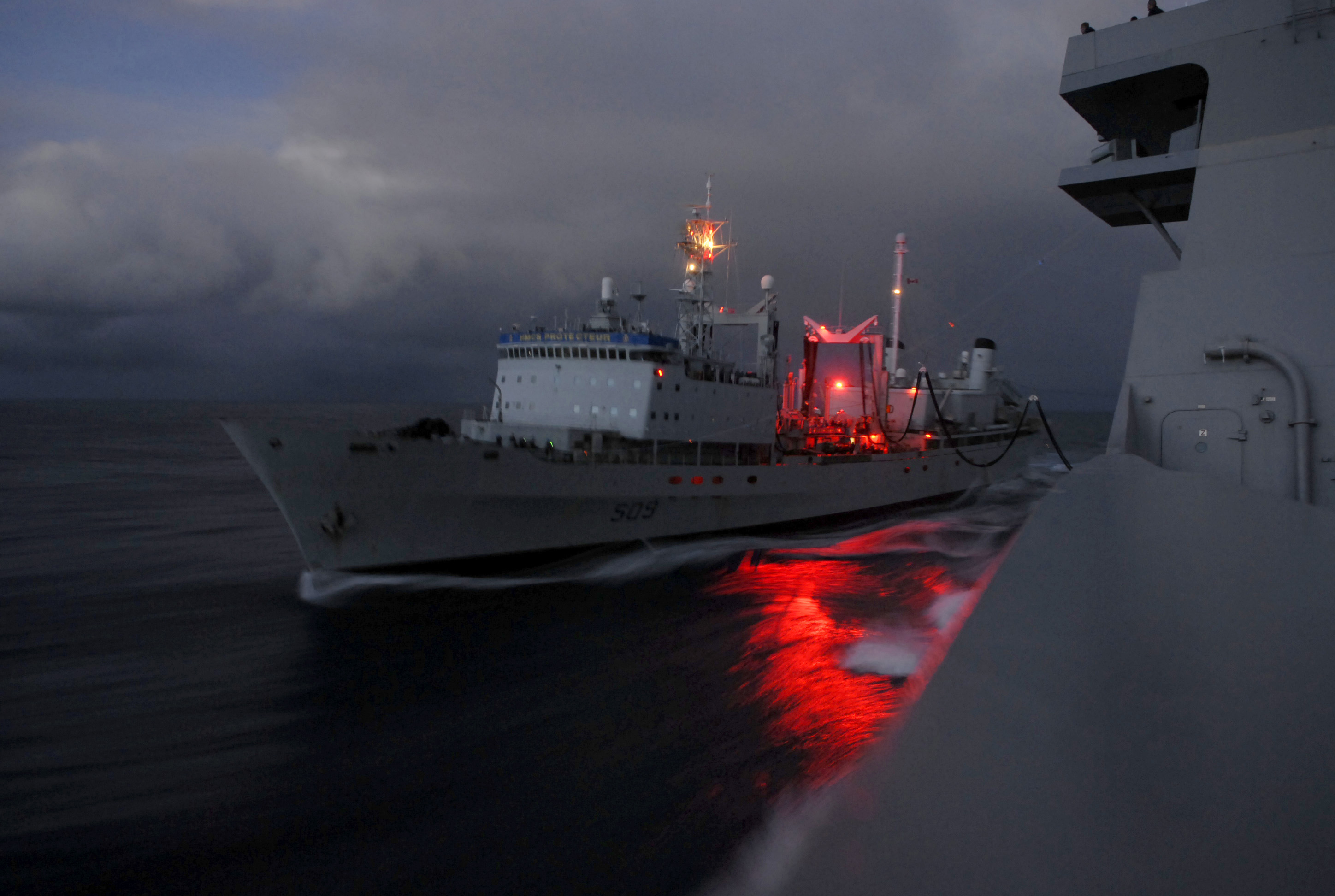
HMCS Protecteur während einer Militärübung beim Betanken eines US-Militärschiffs.
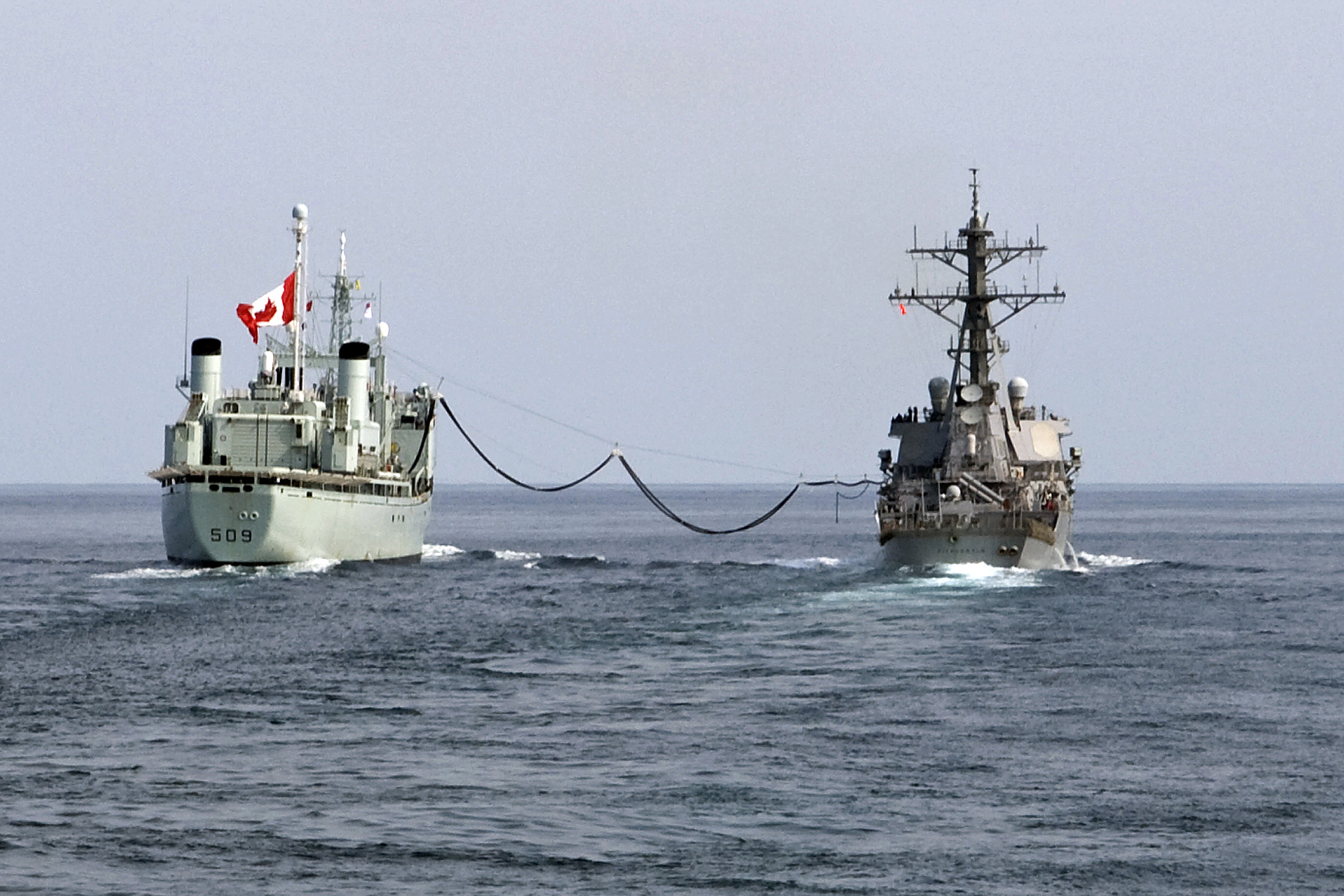
HMCS Protecteur beim Betanken des Zerstörers USS Fitzgerald.
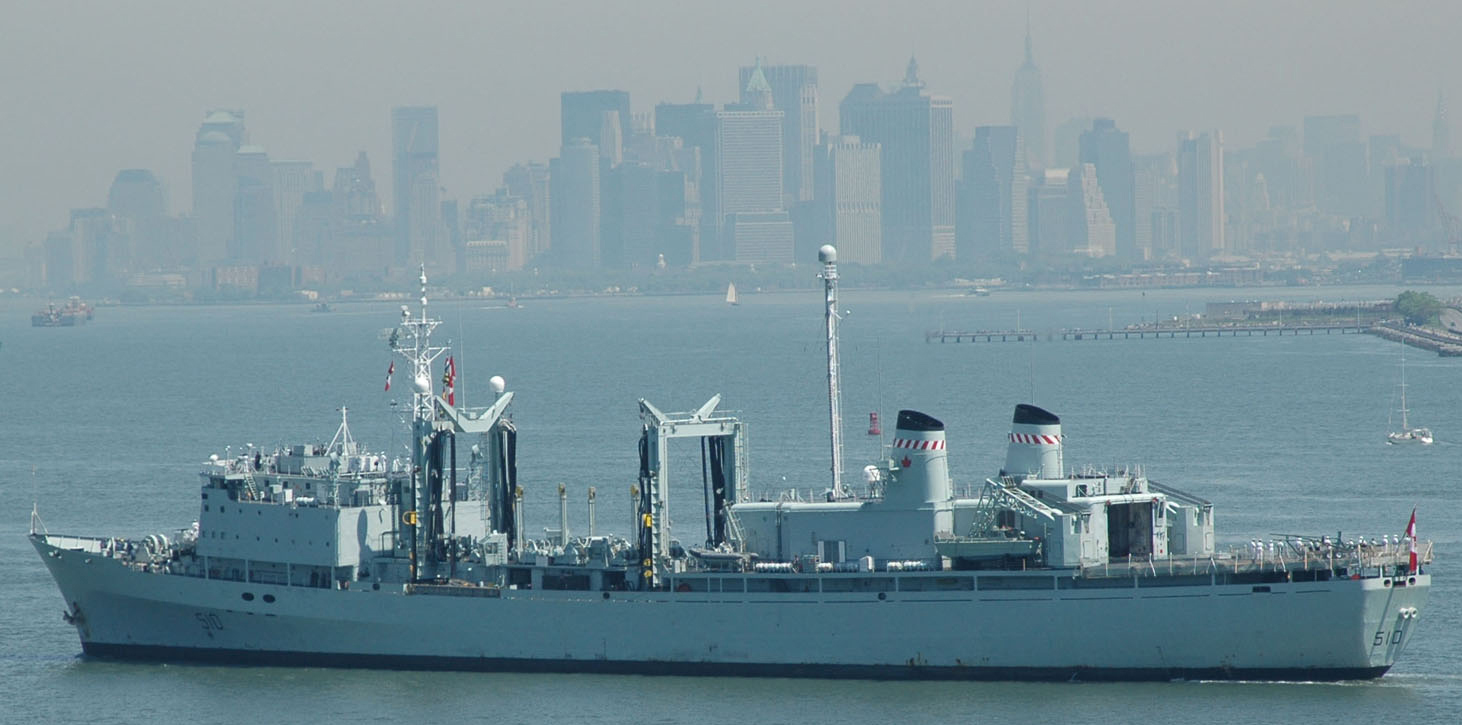
HMCS Preserver vor New York (2009).
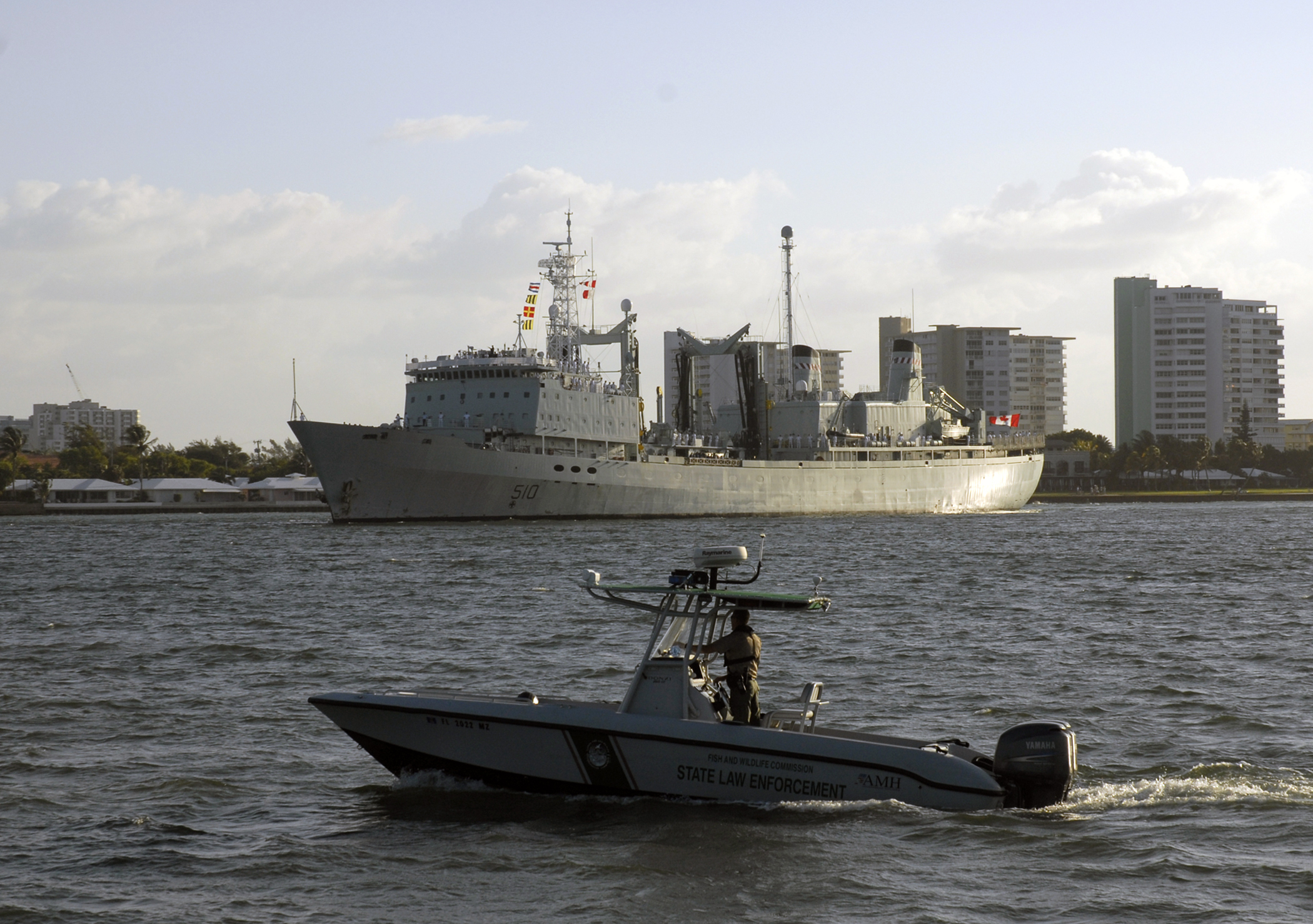
HMCS Preserver in Port Everglades (2009).